# Pravobranilaštvo
Pravobranilaštvo je organ javne vlasti kojem je poverena zaštita prava određenih javnopravnih subjekata, a pre svega države. Pravobranilaštvo zastupa državu ili druge subjekte javne vlasti (opštine, gradove, pokrajine) kao stranku u postupku pred sudovima i organima uprave, a takođe deluje i kao pravni savetnik države ili drugih subjekata javne vlasti, odnosno njihovih organa.
Pravobranilaštvo nije jedini zastupnik države, odnosno svi državni organi su zastupnici države, koji kreiraju i sprovode njenu volju, svaki u granicama svoje nadležnosti. Tako je i uloga pravobranilaštva ograničena na zastupanje države samo u jednom jasno određenom segmentu pravnih odnosa u kojima država učestvuje. U tom smislu, pravobranilaštvo se definiše kao pravosudni državni organ čija je nadležnost određena u ostvarivanju pravobranilačke funkcije, kao jednog segmenta izvršne funkcije državne vlasti, koja se sastoji u ostvarivanju i zaštiti imovinskih prava i interesa države, kroz pravno zastupanje i savetovanje države, odnosno državnih organa i organizacija.
Pravobranilaštvo se često naziva državnom advokaturom, iako pravobranilac nije advokat, odnosno pravobranilac u postupcima zastupa državu i njene organe kao zakonski zastupnik, za razliku od advokata koji stranku zastupa kao punomoćnik. Ovo je bitna razlika jer je advokat, kao punomoćnik stranke, vezan nalozima svoje stranke (vlastodavca), a stranka može i sama preduzeti svaku radnju u postupku, pa i opozvati radnje koje je preduzeo njen advokat. Sa druge strane, pravobranilac, kao zakonski zastupnik stranke, preduzima sve potrebne radnje u pravnim postupcima kao sama stranka, radnje koje preduzme u tim postupcima niko ne može opozvati, niti drugi državni organi mogu mimo pravobranioca preduzimati radnje zastupanja u postupcima.

## Nastanak pravobranilaštva
Funkcija pravobranilaštva nužno postoji u državi kao jednom pravnom subjektu. Čim se u jednom društvu razvila svest o državi kao posebnom biću, kao posebnoj građanskopravnoj ličnosti, odnosno nosiocu svojih sopstvenih prava i obaveza, odvojenih od prava i obaveza fizičkih lica koja vrše vlast u ime države, moralo se postaviti pitanje ko će zastupati interese tog posebnog pravnog subjekta u pravnim odnosima sa drugim pravnim subjektima. Stoga državno pravobranilaštvo ima dugu tradiciju, jer njegov razvoj otpočinje čim pravo u jednom društvu dostigne takav stepen razvoja u kome se pravi razlika između imovine države i imovine vladara, te kada se za staranje o zaštiti imovinskih interesa države angažuju posebni državni službenici.
Prvo istorijski nesporno odvajanje imovine države od imovine vladara odigralo se tokom transformacije rimske republike u carstvo, tokom I veka nove ere. U vreme prvog rimskog cara – imperatora Oktavijana Avgusta, pored stare ustanove javne blagajne - erara (лат. aerarium), pojavljuje se posebna blagajna imperatora - fiskus (лат. fiscus), u koju su se slivali prihodi iz provincija. Iako se ponegde fiskus naziva privatnom blagajnom rimskog imperatora, zapravo je i ova blagajna bila javna, odnosno državna, dok je privatna blagajna imperatora bila odvojena od fiskusa. U vreme vladavine rimskog imperatora Hadrijana, početkom II veka nove ere, kada su blagajna imperatora (fiscus) i blagajna Senata i naroda Rima (aerarium) već sjedinjene u jedinstvenu javnu blagajnu, odnosno kada više ne postoje bitne razlike u pravnom položaju različitih oblika javne imovine, iako se oba naziva i dalje paralelno koriste i međusobno mešaju, nalazimo trag o posebnom carskom službeniku koji je obavljao poslove zastupanja te jedinstvene javne blagajne, odnosno imovinskih interesa države, pod nazivom advokat fiskusa.
Na položaj advokata fiskusa rimski carevi su postavljali najistaknutije pravnike, pripadnike rimske aristokratije (лат. equestrēs). Neki od najpoznatijih advokata fiskusa bili su: Septimije Sever, kasnije rimski car, kao i Emilije Papinijan, jedan od najistaknutijih rimskih pravnika. Advokat fiskusa bio je i Marcije Agripa (lat. Marcius Agrippa), čuveni oslobođeni rob koji je prevarom uspeo da se predstavi kao pripadnik rimske aristokratije, zauzme važne položaje u rimskoj državi, da bi kasnije bio uzdignut i u senatorski stalež.
Advocatus fisci rimskog prava predstavlja preteču danas postojećih različitih oblika pravobranilaštva, sa mnogim istim ili sličnim karakteristikama. Od tog vremena pa do danas, izuzev u Srednjem veku, postoje državna pravobranilaštva kao posebni državni organi koji vrše pravobranilačku funkciju, odnosno deluje kao pravni zastupnici države u postupcima pred sudovima ili drugim organima u ostvarivanju njenih imovinskih prava i interesa i kao pravni savetnici drugim državnim organima i organizacijama.

## Nastanak i razvoj pravobranilaštva u Srbiji
Pravobranilaštvo, kao služba Popečiteljstva (ministarstva) finansija, postoji u Srbiji još u XIX veku. Ta funkcija je od 1839. godine bila poverena načelniku Odeljenja promišljenosti Popečiteljstva finansija, kao i okružnim kaznačejima (finansijski službenici pri okružnim načelstvima), a od 1842. godine pravobranilačku funkciju obavlja naročiti državni službenik - Praviteljstveni fiškal, koji od 1848. godine nosi naziv Praviteljstveni pravobranitelj. Konačnom pobedom jezičke reforma Vuka Karadžića, arhaični nazivi državnih ustanova u Srbiji zamenjeni su nazivima zasnovanim na narodnom jeziku, te od kraja šeste decenije XIX veka pravobranilačku funkciju u Srbiji obavlja Državni pravobranitelj, starešina Pravobranilačkog odeljenja Ministarstva finansija.
Prvi put je Pravobranilaštvo na celovit način, sa višim stepenom samostalnosti, uređeno u Kraljevini Jugoslaviji Zakonom o državnom pravobranioštvu od 15. jula 1934. godine, kao državni organ kojem je povereno zastupanje države u sudskim i upravnim postupcima u imovinskopravnim stvarima, davanje pravnih saveta drugim državnim organima i preduzimanje mera za mirno rešavanje sporova vansudskim putem.
Nakon Drugog svetskog rata i prvobitnog kraćeg prekida u kontinuitetu postojanja državnog pravobranilaštva, od 1952. godine, u socijalističkoj Jugoslaviji, federalna država, sve republike i pokrajine, kao i jedinice lokalne samouprave, imale su svoja pravobranilaštva, kao organe kojima je bilo povereno zastupanje ovih „društveno-političkih zajednica“ u svim imovinskopravnim stvarima.
Raspadom Socijalističke Federativne Republike Jugoslavije, neke od novoformiranih samostalnih država napustile su postojeću tradiciju organizovanja pravobranilaštava kao organa koji zastupaju državu i lokalne samouprave u imovinskopravnim stvarima. Tako, Republika Crna Gora je 1992. godine poslove pravobranilaštva ustupila državnom tužilaštvu, dok je Republika Hrvatska ovo učinila 2000. godine.
Pravobranilaštva, kao organe koji zastupaju državu i lokalne samouprave, zadržala je Republika Srbija, u kojoj postoje Državno pravobranilaštvo, pokrajinska, gradska i opštinska pravobranilaštva.
Republika Makedonija, Republika Slovenija i Bosna i Hercegovina, kao i njeni entiteti: Republika Srpska i Federacija Bosne i Hercegovine, takođe su zadržali institucije pravobranilaštva. U međuvremenu, od 2009. godine, u Crnoj Gori je obnovljena posebna institucija za vršenje pravobranilačke funkcije, pod nazivom Zaštitnik imovinsko-pravnih interesa Crne Gore, čiji položaj i uređenje u mnogome podsećaju na uređenje Državnog pravobraniteljstva Kneževine Srbije iz XIX veka.
U svim bivšim jugoslovenskim republikama postoji samo po jedan državni organ koji vrši funkciju državnog pravobranilaštva, koji zastupaju državu i sve njene organe u svim privatnopravnim odnosima. Ni jedna od tih država nema posebno vojno pravobranilaštvo.
U nekim bivšim jugoslovenskim republikama (Republika Hrvatska i Republika Makedonija), naziv pravobranilaštva dodeljen je organima sa bitno drugačijom ulogom i nadležnostima. Naime, u ovim državama pravobranilaštva su organi koji vrše funkciju zaštitnika građana (ombudsmana), i to pučki pravobranitelj u Hrvatskoj i narodni pravobranitelj u Makedoniji.

## Uređenje pravobranilaštva u uporednom pravu
Termin pravobranilaštvo je vezan za pravnu tradiciju Srbije i bivše Jugoslavije. Pravobranilaštva postoje i u drugim državama, odnosno drugim pravnim tradicijama, ali se nadležnosti i organizacija organa koji vrši pravobranilačku funkcije bitno razlikuju od države do države.
Poseban problem pri poređenju organizacije pravobranilaštva u različitim državama predstavlja i prevođenje reči pravobranilaštvo ili pravobranilac sa srpskog jezika na strane jezike, kao i prevođenje raznovrsnih naziva stranih pravobranilačkih institucija na srpski jezik.
Kada je u pitanju prevođenje sa srpskog jezika, problem se sastoji u velikoj raznovrsnosti uređenja institucija kojima je povereno vršenje pravobranilačke funkcije u različitim zakonodavstvima, kao i u veoma raznovrsnoj terminološkoj osnovi za imenovanje ove institucije u različitim jezicima, što otežava odabir adekvatnog termina u stranim jezicima. No, uprkos velikoj raznovrsnosti, primećujemo da se institucija koja obavlja pravobranilačku funkciju u različitim državama i jezicima najčešće označava kao državni advokat. U državama engleskog govornog područja: (енгл. Attorney General) ili (енгл. State Attorney); u Italiji: (итал. Avvocato dello Stato); u Španiji: (шп. Abogado del Estado), u Republici Hrvatskoj: Državni odvjetnik (advokat). Međutim, brojne su zemlje u kojima se koriste drugačiji termini za označavanje organa koji obavljaju pravobranilačku funkciju, na primer, u Crnoj Gori: Zaštitnik imovinskopravnih interesa; u Republici Austriji: - Finansijska prokuratura (zastupništvo); u Francuskoj: (фр. Agent judiciaire de l’État) - Pravni zastupnik države (do 2012. godine korišćen je naziv (фр. Agent judiciaire du Trésor) - Pravni zastupnik trezora); itd. Zbog toga je najprihvatljivije na strane jezike naziv Državnog pravobranilaštva Republike Srbije prevesti u značenju Državna advokaturu Republike Srbije, pa bi tako u prevodu na engleski jezik taj naziv glasio State Attorney's Office of the Republic of Serbia.
Ništa manje problema ne izaziva ni prevođenje sa stranih jezika na srpski jezik. Tu primećujemo čestu pojavu da se termin pravobranilaštvo upotrebljava u prevodu naziva institucija koja ne obavljaju pravobranilačku funkciju (na primer, zaštitnika građana ili javnog tužioca), što bi svakako trebalo izbegavati, s obzirom da termin pravobranilaštvo u srpskom jeziku ima svoje jasno određeno značenje. Termin pravobranilaštvo trebalo bi koristiti samo kada se sa stranog jezika na srpski jezik prevodi naziv organa koji u stranoj državi obavlja pravobranilačku funkciju. Pri tom, adekvatan prevod naziva pravobranilačkih organa na srpski jezik, osim doslovnog prevoda, može biti i korišćenje termina pravobranilaštvo.

### Jedinstvena ili podeljena nadležnost
Osim države, pravobranilaštvo kao svoj organ mogu imati i niži oblici javne vlasti (teritorijalna autonomija i lokalna samouprava), kao što je to slučaju u Republici Srbiji gde, pored Državnog pravobranilaštva, postoje i pravobranilaštva autonomne pokrajine, grada i opštine. Nasuprot tom modelu, u nekim pravnim sistemima pravobranilaštvo je organizovano kao državni organ koji zastupa i savetuje ne samo državu već i niže nivoe javne vlasti. Tako, na primer, u Republici Srpskoj Pravobranilaštvo Republike Srpske zastupa Republiku Srpsku, gradove i opštine, a u Italiji Državno pravobranilaštvo (итал. Avvocatura dello Stato) zastupa Republiku Italiju i pet regiona koji po Ustavu imaju poseban status, a po punomoćju može zastupati i preostalih petnaest regiona.
Pod pravobranilaštvom ne podrazumevamo nužno samo jedan organ odnosne države koji nosi naziv koji bi se na srpski jezik tradicionalno preveo kao pravobranilaštvo, ili u doslovnom prevodu, najčešće, kao državna advokatura. Naprotiv, pod pravobranilaštvom podrazumevamo svaki državni organ koji je nosilac pravobranilačke funkcije ili nekih segmenata te funkcije. To može biti jedan poseban državni organ, mada je moguće i odrediti više različitih nosilaca pravobranilačke funkcije jedne države, kada je vršenje te funkcije podeljeno između različitih državnih organa. Takođe, moguće je da organ koji je određen kao glavni ili kao jedini nosilac pravobranilačke funkcije, pored poslova koji čine pravobranilačku funkciju, obavlja i neke druge poslove.
U velikom broju zemalja svi najvažniji segmenti pravobranilačke funkcije povereni su jednom državnom organu (na primer u Italiji, Španiji, Austriji, Sloveniji itd.), pa je tada jednostavno identifikovati organ koji ćemo označiti kao državno pravobranilaštvo. Međutim, identifikacija takvog organa znatno je teža kada se radi o državama u kojima je pravobranilačka funkcija podeljena između više različitih državnih organa, ili u kojima pravobranilačku funkciju obavlja organ sa brojnim drugim nadležnostima.
Tako, na primer, u Nemačkoj je organizacija pravobranilačke funkcije različito uređena na federalnom nivou i na nivou država članica federacije. Na federalnom nivou pravobranilačka funkcija je podeljena između nekoliko odeljenja Saveznog ministarstva finansija, Zastupnika interesa Federacije pred Saveznim upravnim sudom i Vrhovnog saveznog javnog tužioca. Na nivou država članica nemačke federacije uređenje pravobranilačke funkcije varira od države do države. U većini tih država članica uređenje je slično kao i na federalnom nivou, odnosno nadležnosti su podeljene između Ministarstva finansija i Zaštitnika javnog interesa. Međutim, u državi Bavarskoj postoje dva posebna državna organa između kojih je podeljena pravobranilačka funkcija: Državna advokatura, sa nadležnošću za zastupanje u upravnim sporovima i Fiskalat sa nadležnošću za zastupanje u sporovima iz oblasti građanskog i radnog prava.
Takođe, na primer, u Republici Hrvatskoj, isti organ obavlja javnotužilačku i pravobranilačku funkciju, dok je u SAD jedan državni organ nadležan ne samo za obavljanje javnotužilačke i pravobranilačke funkcije, već i za funkcije organa uprave nadležnog za međunarodnu pravnu saradnju i organizaciju pravosuđa i službi kriminalističke policije.
Dakle, moguće je da nadležnost za obavljanje pravobranilačke funkcije bude podeljena između više državnih organa, ali takva difuzna organizacija vršenja pravobranilačke funkcije se može zasnivati jedino na podeli nadležnosti između različitih organa za postupanje u različitim vrstama postupaka. Tako, na primer, moguće je odrediti da će jedan državni organ obavljati pravobranilačku funkciju u zastupanju države pred redovnim sudovima, a drugi pred sudovima posebne nadležnosti (upravnim sudovima ili drugim sudovima posebne nadležnosti), kako je to uređeno u Nemačkoj. Ili, moguće je jedan državni organ odrediti za zastupnika države u postupcima pred domaćim sudovima, a drugi pred stranim i međunarodnim sudovima, kako je donedavno to bilo uređeno u Srbiji. Takođe, u nekim zemljama postoje posebni pravobranilački organi nadležni za zastupanje samo pred najvišim sudskim instancama (SAD i druge zemlje anglosaksonskog prava). Izbor između ovih različitih modela uglavnom je uslovljen različitim pravnim tradicijama.
Pravni model u kojem bi se podela nadležnosti za obavljanje pravobranilačke funkcije zasnivala na razlikovanju osnova spora u kojem učestvuje država objektivno nije ostvariv, pa su u uporednom pravu retki takvi primeri. Jedan od retkih izuzetaka bila je naša zemlja, ili, preciznije, federalna Jugoslavija, gde je od 1955. do 2003. godine saveznu državu, pored Saveznog javnog pravobranilaštva, zastupalo i Vojno pravobranilaštvo. To Vojno pravobranilaštvo je bilo nadležno da zastupa pred sudom i drugim nadležnim organima saveznu državu kao stranku u imovinskopravnom sporu povodom pravnog odnosa koji potiče iz rada državnog organa uprave nadležnog za poslove odbrane (Savezni sekretarijat za narodnu odbranu i JNA, odnosno Savezno ministarstvo odbrane i Vojska Jugoslavije). Iako je ovakvo uređenje zastupanja relativno dugo trajalo u Jugoslaviji, ono nije pravno moguće u dobro uređenoj državi koja počiva na načelu vladavine prava, te ne bi moglo biti uvedeno u srpsko zakonodavstvo. Naime, pitanje zastupanja države u bilo kom postupku je procesna pretpostavka koja se mora utvrditi već na samom početku postupka. Zbog toga se ispunjenost te procesne pretpostavke ne može vezati za materijalnopravna pitanja, odnosno za pitanje pasivne legitimacije stranke u postupku. Apsurdnost ovakvog uređenja pravobranilačke funkcije najbolje se može videti u hipotetičkom primeru spora po tužbi za naknadu štete protiv tužene države tužioca vojnog službenika, putnika u vozilu u vlasništvu države koje koristi Ministarstvo odbrane, povređenog u saobraćajnom udesu koji je skrivio vozač drugog vozila, koje je takođe u vlasništvu države, ali koje koristi neki drugi državni organ, na primer Ministarstvo finansija. Odgovornost države za štetu u navedenom primeru može se zasnovati na činjenici da je tuženi povređen na radu kod Ministarstva odbrane, ali i na činjenici da je štetu skrivio službenik Ministarstva finansija. Polazeći od prvog osnova odgovornosti države, u sporu bi državu zastupalo Vojno pravobranilaštvo, dok bi, polazeći od drugog osnova odgovornosti države, u sporu državu zastupalo Državno pravobranilaštvo. U takvoj situaciji sud ne može utvrditi postojanje procesne pretpostavke – nadležnost organa koji zastupa tuženu, bez ocene pravnog osnova tužbe, a u ocenu pravnog osnova tužbe sud se ne može upustiti pre nego što utvrdi postojanje procesnih pretpostavki za vođenje postupka.

### Samostalnost pravobranilaštva
Iako je uređenje nadležnosti pravobranilaštva u različitim državama veoma raznovrsno, ništa manje raznovrsnosti ne postoji ni u uređenju organizacije organa koji vrše pravobranilačku funkciju. Osim od različitih pravnih tradicija svake države, konkretni oblici uređenja organizacije pravobranilaštva u mnogome zavise od stepena demokratskog razvoja društva, odnosno od dostignutog nivoa razvoja vladavine prava u konkretnoj državi. U državama sa visokim standardima vladavine prava postoje raznovrsna delotvorna pravna sredstva kroz koja je obezbeđena samostalnost pravobranilaštva, u cilju najkvalitetnije i politički nepristrasne zaštite imovinskih prava i interesa države. Sa druge strane, u državama koje nemaju visoko razvijene institucije pravne države ne može se očekivati ni postojanje samostalnosti pravobranilaštva.

### Pravobranilaštva u pojedinim državama
Srbija i bivše jugoslovenske republike:
- Republika Srbija - Državno pravobranilaštvo i Vojno pravobranilaštvo
- Crna Gora - Zaštitnik imovinskopravnih interesa Crne Gore
- Bosna i Hercegovina - Pravobranilaštvo Bosne i Hercegovine
- Republika Srpska - Pravobranilaštvo Republike Srpske
- Federacija Bosna i Hercegovina - Federalno pravobranilaštvo
- Republika Hrvatska - Državno odvjetništvo (Građansko-upravni odjel)
- Republika Makedonija - Državno pravobranitelstvo
- Republika Slovenija - Državno pravobranilstvo

Evropa
- Republika Italija - Državno pravobranilaštvo Italije (итал. Avvocatura dello Stato)
- Kraljevina Španija - Državno pravobranilaštvo Španije (шп. Abogacía General del Estado)
- Republika Austrija - Finansijska prokuratura (zastupništvo)
- Republika Francuska - Pravosudni zastupnik države (фр. Agent judiciaire de l’État)
- Velika Britanija (Engleska i Vels) - Državni pravobranilac (енгл. Attorney General) i Pravozastupnik trezora (енгл. Treasury Solicitor)
- Ruska federacija - Federalni trezor (рус. Федеральное казначейство)
- Češka Republika - Kancelarija za zastupanje vlade u imovinskopravnim postupcima (чеш. Úřad pro zastupování státu ve vĕcech majetkovych)
- Poljska - (пољ. Prokuratoria Generalna Skarbu Panstwa)
- Grčka - Državni pravni savet (грч. Νομικό Συμβούλιο του Κράτους)
- Albanija - Državno pravobranilaštvo (алб. Avokatura e Shtetit)
- Kraljevina Holandija - Landsadvocaat
- Kraljevina Danska - Kammeradvokaten
- Kraljevina Norveška - Regjeringsadvokaten
- Kraljevina Švedska - Justitiekanslern

Vanevropske države
- Sjedinjene Američke Države - Državno pravobranilaštvo SAD